# Genianthus rectinervis
Genianthus rectinervis là một loài thực vật có hoa trong họ La bố ma. Loài này được (Schltr.) Tsiang mô tả khoa học đầu tiên năm 1939.